# Bodo Karcher

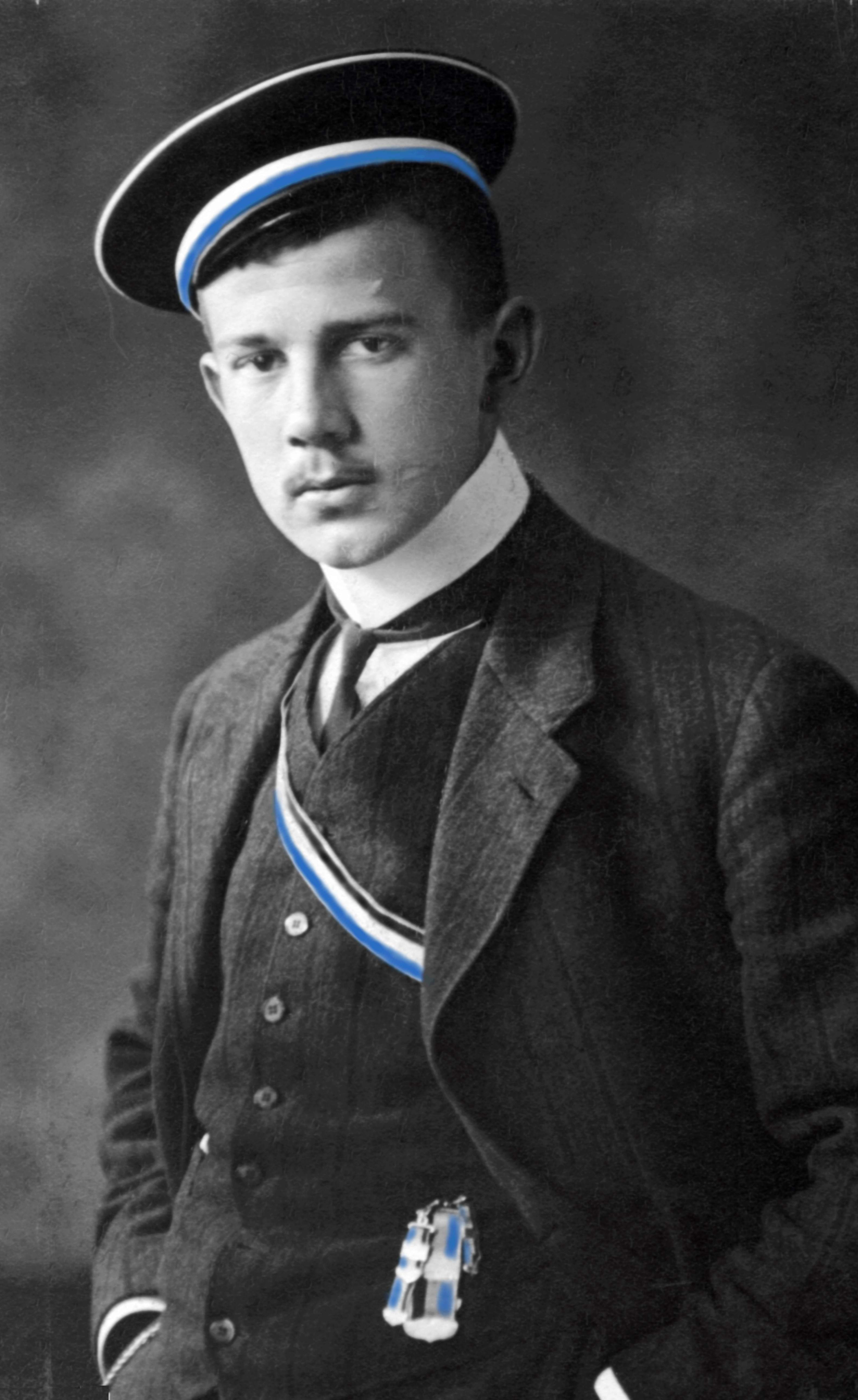
Bodo Karcher als Student

Bodo Karcher (* 21. Februar 1886 in Beckingen; † 26. April 1953 in Heidelberg) war ein deutscher Ingenieur und Unternehmer.

## Leben
Bodo Karchers Eltern waren der Unternehmer Fritz Karcher, Miteigentümer einer Schrauben- und Kleineisenfabrik in Beckingen, und Anna Clara Adelheit Karcher geb. Schmidtborn. Nach dem Abitur am humanistischen Ludwigsgymnasium in Saarbrücken studierte er an der Technischen Hochschule Stuttgart und der Technischen Hochschule München Ingenieurwissenschaften. 1906 wurde er im Corps Suevia München recipiert. Als Inaktiver wechselte er an die Technische Hochschule (Berlin-)Charlottenburg. Das Studium schloss er mit dem akademischen Grad Dipl.-Ing. ab. Am Ersten Weltkrieg nahm er als Oberleutnant der Reserve im Ulanen-Regiment Nr. 7 „Großherzog Friedrich von Baden“ teil. 1918 wurde er alleiniger Geschäftsführer und Teilhaber des väterlichen Unternehmens Fr. Karcher, C. Roth & Cie. GmbH in Beckingen, einer Spezialfabrik für schwarze Schrauben. Nach Kriegsende und Abtrennung des Saargebiets gründete er 1921 in Waiblingen die Süddeutsche Schraubenfabrik. Er wurde ihr Geschäftsführer und Teilhaber.
Karcher war Mitglied der Industrie- und Handelskammer des Saarlandes und 1933–1937 deren Präsident. Er setzte sich für die Bewahrung der Selbstverwaltung gegen Eingriffe der Regierungskommission des Völkerbundes ein und bereitete 1935 die wirtschaftliche Rückgliederung des Saargebiets in das Deutsche Reich vor. 1937 wurde er durch den Reichskommissar für die Rückgliederung des Saarlandes Josef Bürckel seines Amtes enthoben.
Weiterhin war Karcher Mitglied des Hauptvorstands und des Fachgruppenausschusses im Verein Deutscher Eisen- und Stahlindustrieller sowie Aufsichtsratsmitglied der Gebr. Hofer AG in Saarbrücken, der Aktienbrauerei Merzig und der Saar Versicherungs-AG im Gerling-Konzern.

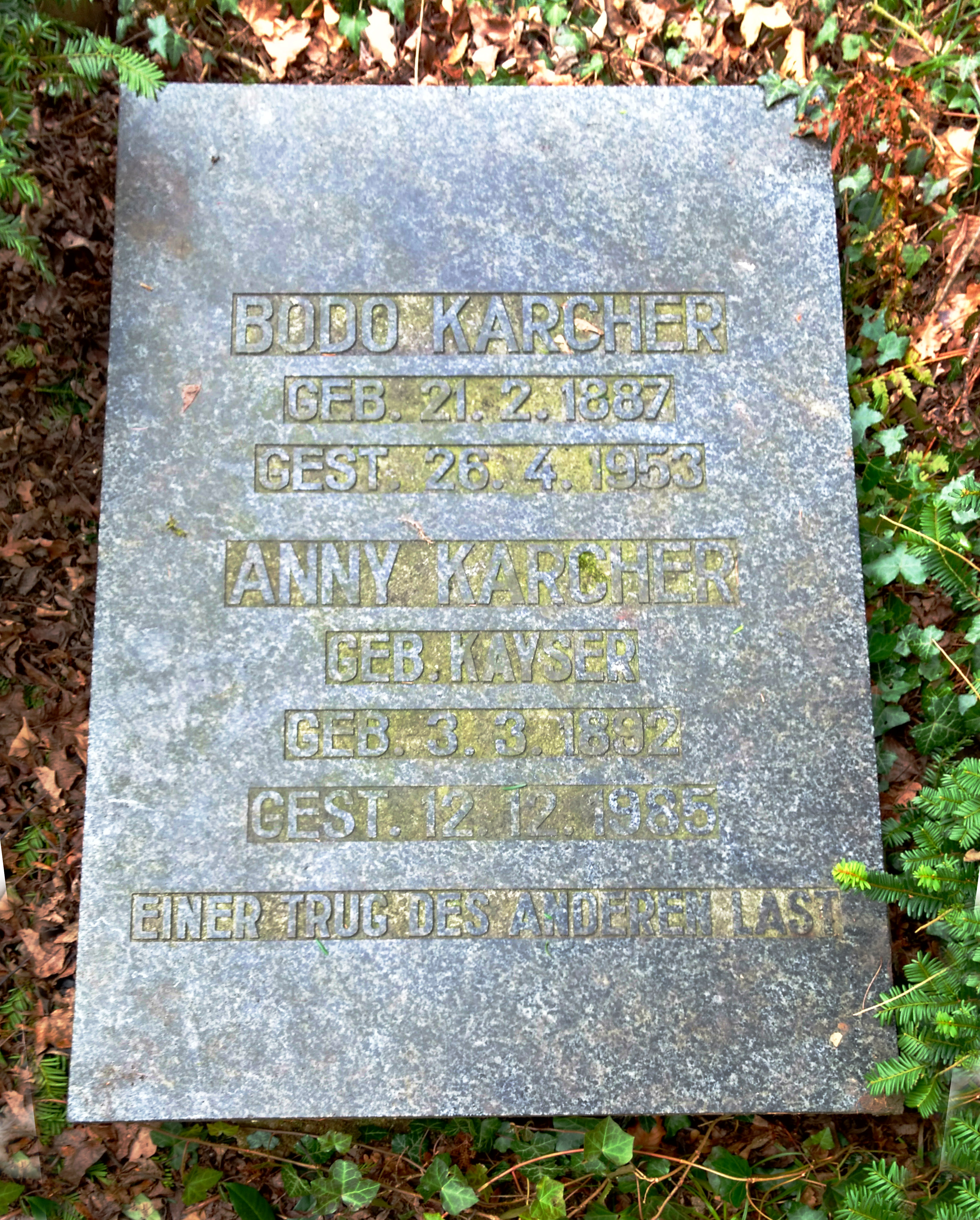
Grabplatte auf dem Reihersberg

Das im Zweiten Weltkrieg zerstörte Werk in Beckingen baute er in der Nachkriegszeit in Deutschland wieder auf. Sein Neffe Fritz-Henning Karcher führte das Unternehmen beim Abkommen zwischen den Regierungen der Bundesrepublik Deutschland und der Französischen Republik über das Statut der Saar.

## Auszeichnungen
- Eisernes Kreuz II. und I. Klasse im Ersten Weltkrieg
- Benennung der Bodo-Karcher-Straße in Waiblingen